# Лебдјелица
Лебдјелица (екав. лебделица) или ховеркрафт је врста возила или ваздухоплова које се креће лебдећи изнад површине земље или воде, на ваздушном јастуку. Ваздушни јастук је формиран дјеловањем ротирајуће елисе или вентилатора.
Први практични дизајн лебдјелица изведен је из британског изума током 1950-их. Они се сада користе широм света као специјализовани транспорти за помоћ у катастрофама, за обалску стражу, у војним и геодетским применама, као и за спортске или путничке услуге. Веома велике верзије су коришћене за транспорт стотина људи и возила преко Ламанша, док друге имају војне примене које се користе за транспорт тенкова, војника и велике опреме у непријатељским окружењима и терену. Пад јавне потражње узроковао је да је према подацима из 2021. године, једина јавна лебделица на свету која је још увек у функцији, саобраћа између острва Вајт и Саутсија у Уједињеном Краљевству.

## Принцип рада
Основни принцип рада се оснива на принципу стварања слоја ваздуха између лебдјелице и подлоге по којој се креће. Овај слој има притисак већи од атмосферског и створени такозвани ваздушни јастук издиже возило изнад површине. Се тиме се омогућује кретање без површинског трења, па је потребна минимална снага за кретање напријед. По равним површинама л. се може кретати на малој висини, док је за веће препреке потребна већа висина, за коју је потребна већа снага. Битно је стога очување притиска које се постиже ваздушним млазевима око носећих површина, савитљивим засторима, воденим млазовима и слично.
Кретање напријед остварује се додатним елисама, потиском млаза ваздуха или воде, и слично, са посебним или истим мотором као и за ваздушни јастук.

## Историја
Први забележен дизајн возила које може бити названо ховеркрафтом је направио Емануел Сведенборг, шведски пројектант, филозоф и теолог, 1716. године. Сачињавао га је наопако окренут чамац са кокпитом на центру, у који је човек ногама утискивао ваздух. Такво возило никада није направљено, јер људски рад није могао да генерише довољно потиска. Тек половином 1870-их британски инжењер сер Џон Тофикрофт је направио велики број тест модела машина заснованих на употреби ваздуха између корита чамца и воде за смањење трења између возила и околине. Иако је 1877. године регистровао велики број патената који су садржавали ваздухом подмазивано корито, њихова практична примена је изостала. Годинама су људи покушавали да на разне начине искористе ваздух за смањење трења код бродова.
Године 1915, Аустријанац Дагоберт Милер фон Томамил (1880–1956) направио је први чамац са „ваздушним јастуком“. Обликован као део великог аеропрофила (ово ствара област ниског притиска изнад крила слично авиону), летелицу су покретала четири аеро мотора која су покретала и два потопљена бродска пропелера, са петим мотором који је дувао ваздух испод предњег дела летелице да повећа ваздушни притисак испод ње. Само када је у покрету, летелица је могла да зароби ваздух испод предњег дела, повећавајући подизање. Пловило је такође захтевало дату дубину воде за рад и није могло да пређе на копно или друге површине. Дизајниран као брзи торпедни чамац, Versuchsgleitboot је имао највећу брзину од преко 32 kn (59 km/h). Ово пловило је било темељно испитано, те чак и наоружано торпедима и митраљезима за операцију на Јадрану. Међутим, никада није кориштено у стварној борби, а како је рат одмицао, на крају је укинуто због недостатка интересовања и уочене потребе, а његови мотори су враћени у ваздухопловство.
Теоријске основе за кретање изнад ваздушног слоја конструисао је Константин Едуардович Циолковски 1926. и 1927. године.
Године 1929, Ендрју Кучер из Форда почео је да експериментише са Левапад концептом, металним дисковима са ваздухом под притиском који се дува кроз рупу у центру. Левапади сами по себи не пружају стабилност. Неколико њих се мора користити заједно како би се подржало оптерећење изнад њих. У недостатку покрова, јастучићи су морали да остану веома близу површине за кретање. Он је у почетку замислио да се они користе уместо точкова у фабрикама и складиштима, где су бетонски подови нудили глаткоћу потребну за операцију. До 1950-их, Форд је показао бројне играчке модела аутомобила који користе овај систем, али је углавном предлагао његову употребу као замену за точкове на возовима, при чему су се Левапади кретали близу површине постојећих шина.
Године 1931, фински авио-инжењер Тоиво Ј. Карио почео је да пројектује развијену верзију пловила користећи ваздушни јастук и направио је прототип Pintaliitäjä ('површинска једрилица'), 1937. године. Његов дизајн је укључивао модерне карактеристике мотора за подизање који дува ваздух у флексибилни омотач за лифт. Међутим, никада није добио средства за изградњу свог дизајна. Кариове напоре је у Совјетском Савезу помно пратио Владимир Левков, који се вратио чврстом дизајну Versuchsgleitboot. Левков је дизајнирао и изградио више сличних пловила током 1930-их, а његов брзи чамац Л-5 достигао је 70 kn (130 km/h) на тестирању. Међутим, почетак Другог светског рата је прекинуо његов развојни рад.
Током Другог светског рата, амерички инжењер, Чарлс Флечер, изумео је возило са ваздушним јастуком са зидовима, Глајдмобил. Пошто је пројекат био класификован од стране владе САД, Флечер није могао да поднесе патент.
Мелвил В. Бердсли (1913—1998), амерички проналазач и аеро-наутички инжењер, је први у Америци започео развој лебдјелица око 1950. године. Касних 50-их је његова компанија, Пегазус Инкорпорејтед, развила прототип возила на ваздушном јастуку за америчку морнарицу, али га влада није подржала. Након неуспешног маркетинга једно-седног возила (веома сличног данашњим модерним спортским возилима на ваздушни јастук) у раним 60-им, Бердсли је прешао да ради у Морнаричкој истраживачкој лабораторији у Анаполису, где је помагао развој оваквог типа возила, све до његове пензије 1982. Британски научник Кристофер Кокерел је 1952. године, независно од Бердслија, дошао до сличног веома практичног возила. 1969. године је проглашен за витеза због његове преданости инжењерству.
Кокерел је једноставним експериментима, са мотором од усисивача и двоцилиндричном конзервом, доказао исправан принцип рада возила на јастуцима ваздуха који се избацује под притиском, чинећи возило лако покретним над већином површина. Највеће унапређење је било развој спољњег џет система за добијање ваздушних јастука испод возила, који су омогућили вожњу возилом изнад блата, воде, мочвара, поплављених површина, као и тврде земље.
1959. године је била прва јавна демонстрација ховеркрафт модела SR-N1. Тај модел је имао погон једноклипног мотора, а могао је носити своју тежину и два човека. Установили су да се потисак возила побољшава ако се постави руб од флексибилног материјала или гуме око њега, ради усмеравања ваздуха.
Руб око платформе ховеркрафта, који је усмеравао компресован ваздух и чинио ховеркрафт стабилним возилом је изумео Бердсли. Кокерел је купио овај патенат од Бердслија за 80.000 долара 1960. године. Модеран ховеркрафт не би могао да функционише без овог руба. Први прави путнички ховеркрафт је Vickers VА-3, који је у лето 1961. редовно превозио путнике дуж Северне Обале Китова од Велесија до Рила. Као погон је имао два турбопроп ваздушна мотора, а за управљање су се користили пропелери. Током 60-их година је Саундерс Рој развио неколико већих путничких модела, као што су SR-N2 и SR-N6 који су превозили путнике дуго година. 24. јула 1965. је SR-N6 искоришћен за превоз 38 путника. Данас два модерна AP1-88 ховеркрафта са 98 седишта возе ову руту, a преко 20 милиона путника је користило ову услугу 2004. године.
Касних 60-их и почетком 70-их, Жан Бертин је развио ховеркрафт воз „Aérotrain“ у Француској. Његов прототип I-80 је поставио светски брзински рекорд за земљана возила на ваздушним јастуцима, са средњом брзином од 417.6 km/h и максималном брзином од 430km/h. До краја 1970. су највећи британски ховеркрафтови, класа SR-N4 модела, били у употреби, сваки са четири Ролс-Ројс Протеус мотора, редовно превозећи аутомобиле и путнике преко Енглеског канала од Довера или Рамсгејта до Калајса. Овај сервис је угашен 2000. године након много година надметања са традиционалним скелама, трајектима, катамаранима и на крају отварањем тунела испод канала.
1998. године, Америчка пошта је почела да користи британски ховеркрафт AP.1-88 на разношење писама, пошиљки и по неприступачним деловима Аљаске, у којима је ховекрафт веома атрактивна алтернатива ваздушној пошти. Ховеркрафт сервис се тамо сваке године зауставља на неколико недеља, у време мржњења реке, да би се смањила оштећење ледене површине, а тиме спречила могућа штета становницима који користе снежна возила за транспорт дуж реке за време ране зиме.
Комерцијални успех ховеркрафтова је успорен због брзог раста цена горива у период касних 1960-их и 1970-их година, пратећи сукоб на средњем истоку. Алтернативна водена возила као што су катамарани користе мање горива, а имају већину ховеркрафтових могућности. Све је већи број малих ручно направљених ховеркрафтова који се користе ради забаве и за трке, углавном по језерима, рекама али и мочварама и неким ширим ушћима.

## Предности и недостаци
Недостаци су велика бука, вибрације, подизање облака прашине или водених капљица, слаба економичност, и немогућност савлађивања већих препрека. Предности су велике брзине - нарочито по води, гдје су далеко веће од брзина бродова.

## Основне врсте
Лебдјелице у облику аеродинамичког профила су у облику авионског крила снабдјевеног са потисном елисом. Кретањем унапријед потискују ваздух између крила и подлоге стварајући ваздушни јастук.
Лебдјелице на принципу танког слоја ваздуха (филма) имају равно дно испод којих се ствара ваздушни јастук помоћу компресора ваздуха који га избацује испод возила. Користе се само за потпуно равне површине.
Лебдјелице на принципу коморе испуњене ваздухом имају шупље дно у који се уводи ваздух под високим притиском и тако диже лебдјелицу.
Л. на принципу периферног млаза су сличне претходнима, али имају посебно профилисану комору унутар л.
Л. на принципу лавиринта или рециркулације ваздуха имају систем у којем ваздух пролази кроз распоређене џепове који стварају мањи притисак под носећим површинама. У џеповима су мале елисе које усмјеравају ваздух. Овај систем је најекономичнији и дозвољава лебдење на висини од неколико десетина центиметара.
Лебдјелице на принцупу затвореног ваздушног мјехура могу се кретати само по води. Крајеви њихових чврстих зидова су стално зароњени у воду, па је губитак ваздуха врло мали.